# Micro Audio Waves
Micro Audio Waves é um grupo musical português. Originalmente um duo formado por Flak (guitarrista dos Rádio Macau) e C. Morgado (instrumentos electrónicos) o grupo apareceu em 2000, e começou por desenvolver composições com uma orientação minimalista e experimental. Esse primeiro estilo pode ser ouvido no seu primeiro álbum Micro Audio Waves, lançado em 2002.

## 3º elemento
Com a entrada de Claudia Efe (voz) como membro efectivo do grupo, o projecto assume uma nova direcção. A electrónica mais purista foi substituída por canções electro-acústicas de estrutura mais clássica, sem trair a componente experimental. O álbum "No Waves", lançado em 2004, foi considerado como um dos mais excitantes álbuns do ano por John Peel da BBC Radio One, e ganhou o Qwartz Electronic Music Awards em Paris em 2006 (melhor álbum e melhor videoclip).
O sucesso principal foi a canção "Fully Connected", na qual as instruções de montagem de um aparelho de estúdio (ligeiramente alteradas, por exemplo "until the cable is fully connected" passou a "until the body is fully connected") são cantadas de uma maneira muito sexy por Claudia Efe. O mesmo tipo de letra aparece na canção "sold out" (instruções de um processador de som).
Outro álbum, Odd Size Baggage foi posto à venda em Abril de 2007. Duas canções, "down by flow" e "odd size baggage" já tinham sido apresentadas.
A canção "odd size baggage" mantém a tradição de letras baseadas em folhetos de instruções, neste caso as de um serviço de protecção anti-roubo, StopTrack. Este folheto foi a única coisa que sobrou quando o computador portátil em questão foi roubado. As canções "Down by Flow" e "Long Tongue" foram nomeadas para os prémios Qwartz 2008, tendo "Long Tongue" ganho a sua categoria.

### Zoetrope
Já com Francisco Rebelo na banda, em 2009, os Micro Audio Waves juntam-se ao coreógrafo Rui Horta  para criarem "Zoetrope", um espectáculo multimédia sob a forma de concerto encenado, híbrido entre a música, o vídeo, o movimento e a poesia. Após estreia mundial em Moscovo, "Zoetrope" tem percorrido vários palcos nacionais e internacionais. Uma edição em CD/DVD foi lançada no mercado em Novembro de 2009.

### Glimmer
Tal como em 2009, os Micro Audio Waves juntaram-se ao coreógrafo Rui Horta  para criarem "Glimmer", um espetáculo que funde performance com concerto, artes visuais e dança. Em 2024 estiveram em tour pelo país.
1. ↑  «Micro Audio Waves vencem Qwartz Music Awards». Cotonete. 28 de março de 2006. Consultado em 28 de abril de 2011
2. ↑  André Gomes (29 de Agosto de 2008). «Micro Audio Waves: Paranóico Andróide». Blitz. Consultado em 28 de abril de 2011
3. ↑  Gonçalo Sá (6 de Dezembro de 2007). «Micro Audio Waves nomeados para os Qwartz Awards». noticias.sapo.pt. Consultado em 28 de abril de 2011
4. ↑  AT (6 de dezembro de 2007). «Micro Audio Waves nomeados para os Qwartz Awards 2008». Cotonete. Consultado em 28 de abril de 2011
5. ↑  «Micro Audio Waves vencem Quartz». Blitz. 25 de junho de 2008. Consultado em 28 de abril de 2011. Arquivado do original em 26 de julho de 2011
6. 1 2  Disco Digital Micro Audio Waves trabalham com Rui Horta
7. ↑  Blitz.pt[ligação inativa]

## Discografia

### Álbuns de estúdio
- Micro Audio Waves (2002)
- No Waves (2004)
- Odd Size Baggage (2007)
- Zoetrope (2009)
- Glimmer (2024)

### DVD
- Zoetrope (2009)